# 煲底之約

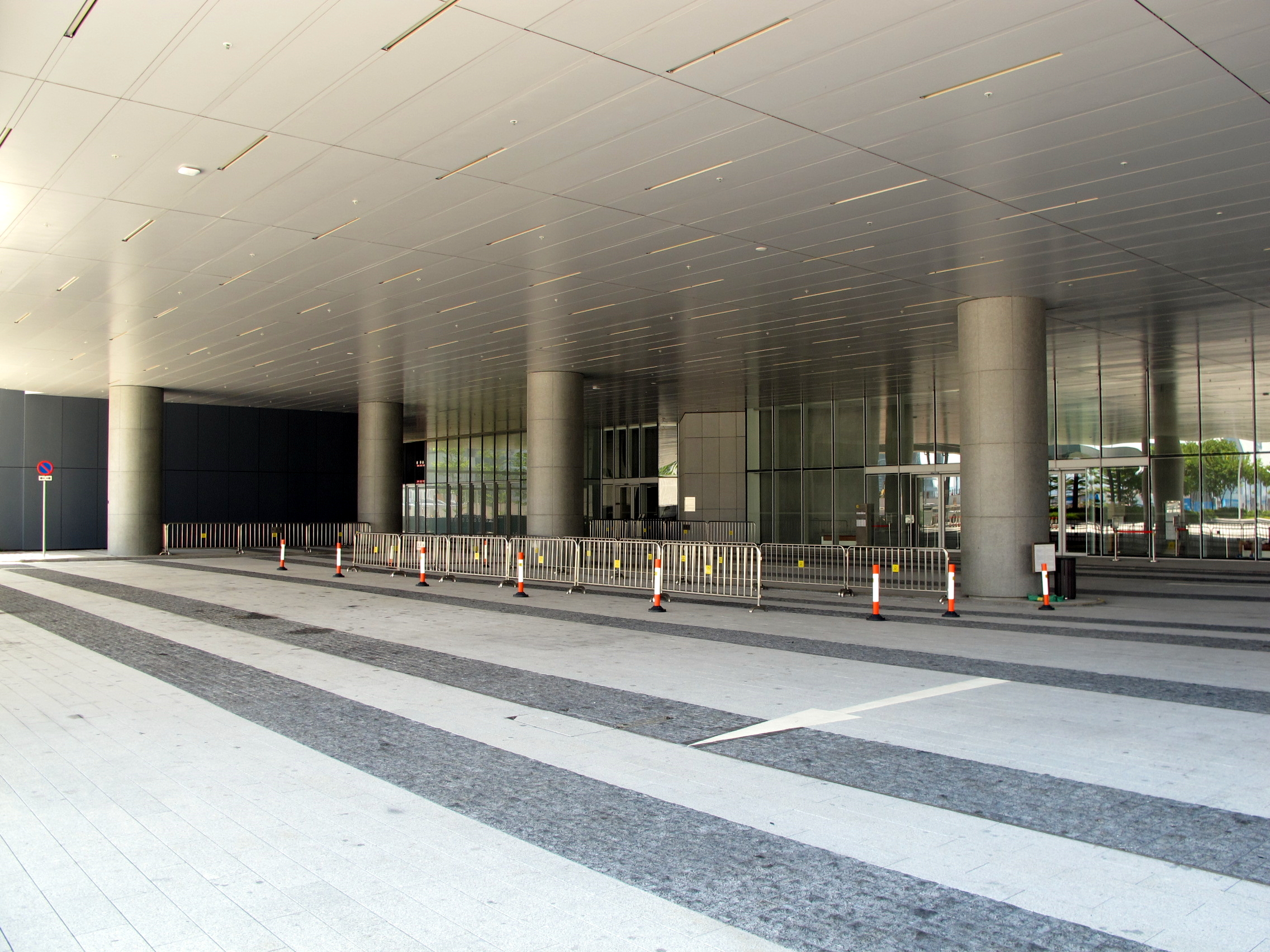
「煲底」

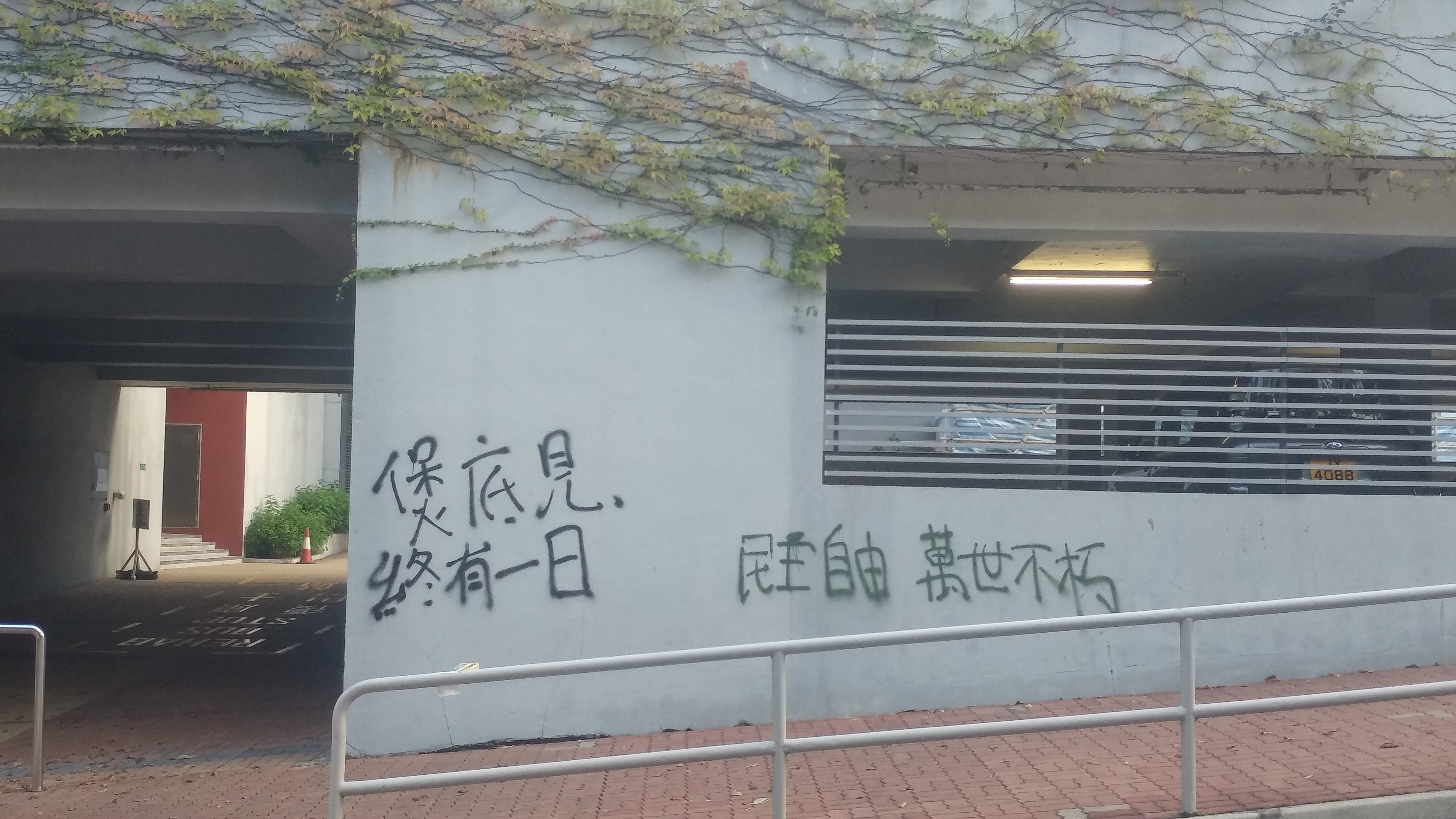
2019年9月，在香港中文大學李兆基樓可見的「煲底之約」標語塗鴉

煲底之約是2019年香港反對逃犯條例修訂草案運動中的一個術語，是指一眾抗爭者約定在抗爭成功之後，到金鐘立法會綜合大樓地下的示威區（俗稱“煲底”）卸下豬嘴（防毒面具）和口罩相認一起慶祝勝利。

## 文化創作
- 香港漫畫家阿塗曾在《明報周刊》發表漫畫《煲底之約》，當中畫出了煲底之約的情景，在反修例作爲文宣材料並廣泛流傳。
- 香港歌手阮民安發表粵語歌《煲底之約》，由鄺俊宇填詞，歌詞主要描述煲底之約的情景。該歌曲也有發現MV版本，當中由社運人士周庭當女主角。[1]

## 外部鏈接
- YouTube上的《煲底之約》MV （阮民安主唱）